# Abisso Meteor
L’abisso Meteor è un abisso marino situato nella parte sudoccidentale dell'Oceano Atlantico. Con i suoi 8.264 m di profondità è il punto più profondo dell'Atlantico meridionale e della fossa delle Sandwich Australi.

## Localizzazione geografica
L'abisso Meteor si trova nella parte centrale della fossa delle Sandwich Australi, a nord delle Isole Sandwich Australi e ovest dell'arcipelago della Georgia del Sud.
L'abisso è posizionato alle coordinate 55,40°S e 25,55°W.

## Etimologia
L'abisso prende il nome dalla nave da ricerca tedesca Meteor che lo scoprì nel corso di campagne esplorative condotte negli anni 1920.